# Gordelamadine
De gordelamadine (Poephila cincta) is een klein vogeltje uit de familie prachtvinken (Estrildidae). 

## Kenmerken
Hij lijkt veel op de spitsstaartamadine, maar hij heeft een veel kortere staart. Het kopje is van boven grijs met een zwarte keel- en borstvlek (bef), die bij het mannetje iets breder is dan bij het vrouwtje. De vleugels zijn bruin, borst en buik roze-bruin. De snavel van de gordelgrasvink is zwart. De staartwortel is wit en de staart zelf zwart. Zijn totale lengte, van kop tot puntje van de staart, is 10 - 11 centimeter.

## Verspreiding en leefgebied
Deze soort komt voor in Oost-Australië, Queensland en New South Wales en telt twee ondersoorten:
- P. c. atropygialis: noordoostelijk Australië.
- P. c. cincta: oostelijk Australië.

## Status
De populatie in het wild neemt in aantal af door habitatverlies. Echter, het tempo ligt onder de grens die geldt voor de categorie gevoelig waar de gordelamadine tot en met 2009 toe behoorde. Hij staat nu als niet bedreigd op de Rode Lijst van de IUCN.

## Verzorging als kooivogel
Deze vogel kan in Nederland gehouden worden in een flinke kooi of volière, maar moet 's winters in een vorstvrije ruimte kunnen verblijven. Zijn voedsel bestaat uit een zaadmengsel voor vinken, groenvoer en levende miereneieren. Vanzelfsprekend is scherpe maagkiezel en grit noodzakelijk voor de vertering van de zaden. Vers drinkwater mag uiteraard nooit ontbreken.

### Gedrag als kooivogel
De gordelamadine is een pittig vogeltje, dat toch goed met andere soorten zoals het zilverbekje en het Japanse meeuwtje in dezelfde kooi gehouden kan worden.
Er is een geval bekend dat een mannetjes gordelamadine samen met een broeds zilverbekvrouwtje ondergeschoven eieren uitbroedde. Later moest het jonge mannetje, dat uit een van de eieren was gekomen wel tegen zijn jaloerse pleegvader "beschermd" worden, om niet helemaal doodgepikt te worden.